# Iole (nome)
Iole  è un nome proprio di persona italiano femminile.

## Varianti
- Femminili: Jole[2][3], Yole[2][3]
  - Alterati: Ioletta[3]
- Maschili: Iolo[2][3]

### Varianti in altre lingue
- Catalano: Iola[5], Íole
- Croato: Jola
- Francese: Iole
- Greco antico: Ἰόλη (Iole)[2][3][6], Ioleia[2][3]
- Greco moderno: Ιόλη (Iolī)
- Inglese: Iola[6]
- Latino: Iole[1][3][4]
- Russo: Иола (Iola)
- Spagnolo: Iola[5], Íole

## Origine e diffusione

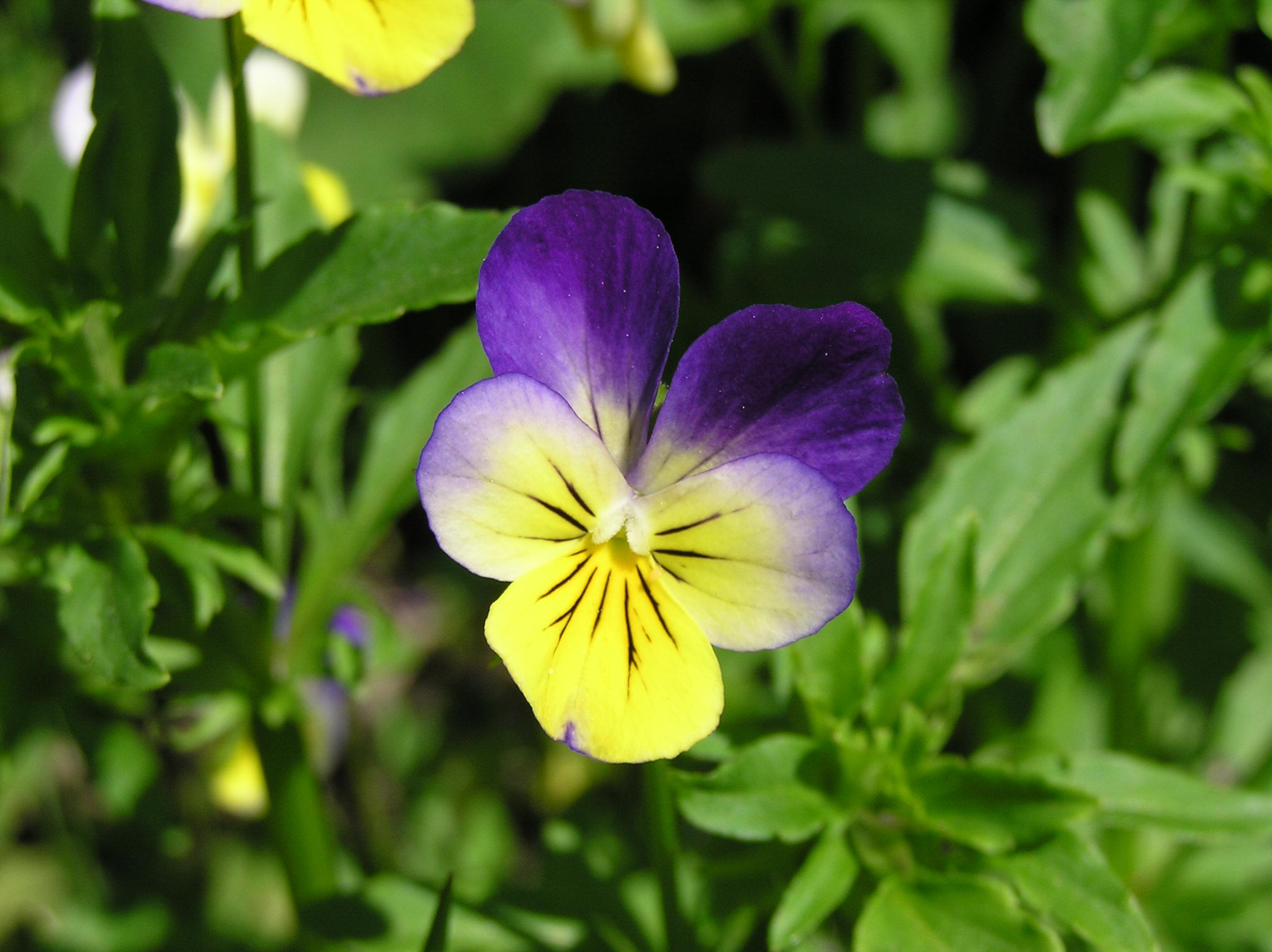
Un fiore di viola del pensiero (Viola tricolor)

Deriva dal nome greco Ἰόλη (Iole), basato forse sul termine ιον (ion, "violetta" o anche "colore viola"). Dalla stessa radice derivano anche i nomi Viola, Ione, Violante e Viorel.
Si tratta di un nome di tradizione classica ripreso a partire dal Rinascimento, portato nella mitologia greca da Iole, una principessa di cui s'invaghì Eracle. È ben attestato in tutta Italia, particolarmente nelle forme "Iole" e "Jole" (il maschile "Iolo", seppur esistente, è pressoché inutilizzato).

## Onomastico
Il nome è adespota, cioè non è portato da alcuna santa, quindi l'onomastico si festeggia il 1º novembre, giorno di Ognissanti.

## Persone

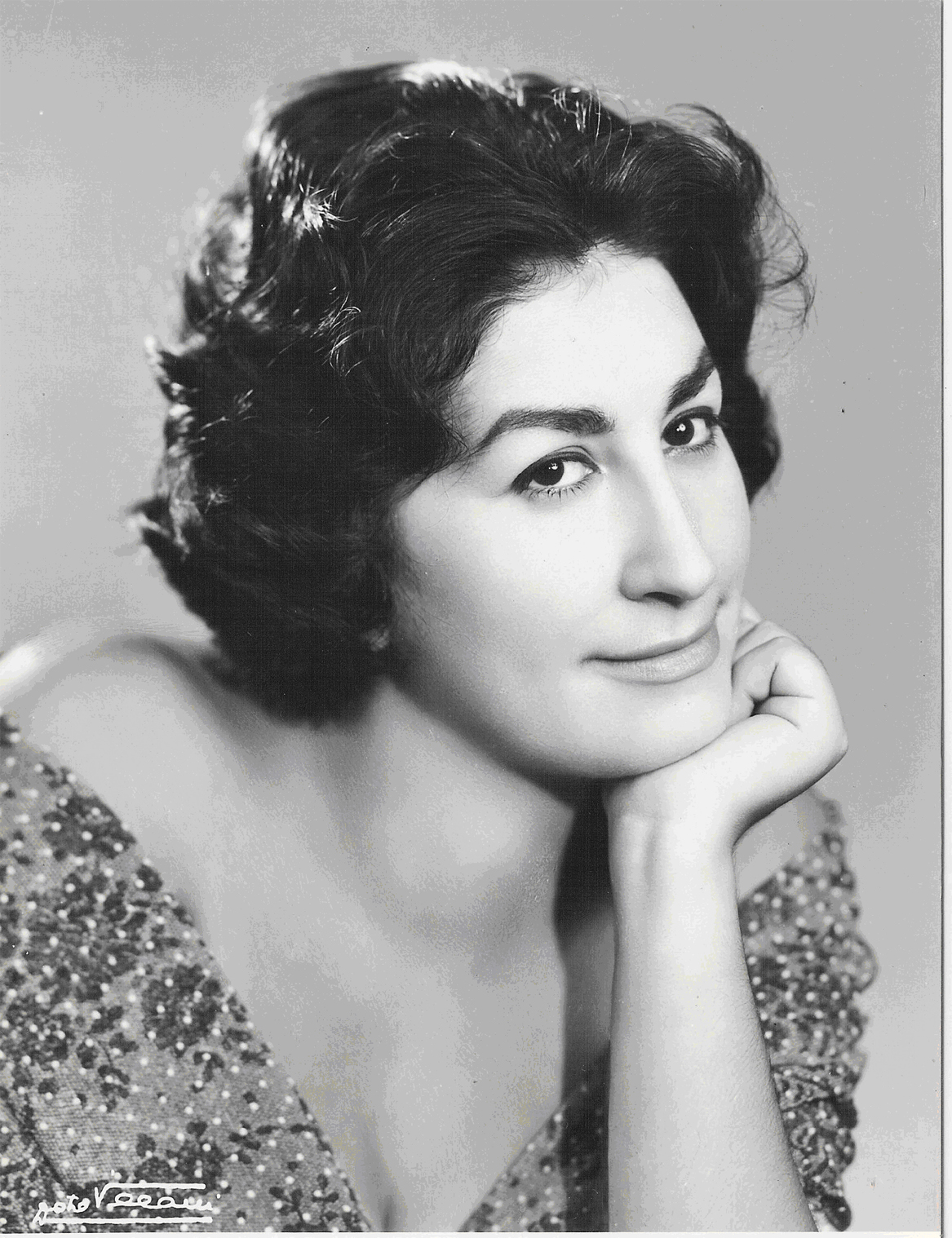
Jole De Maria

### Variante Jole

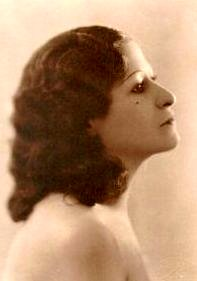
Jole Fano

- Jole Bovio Marconi, archeologa italiana
- Jole De Cillia, partigiana italiana
- Jole De Maria, cantante lirica italiana
- Jole Fano, attrice teatrale e imprenditrice italiana naturalizzata cilena
- Jole Fierro, attrice italiana
- Jole Giugni Lattari, politica italiana
- Jole Rosa, attrice e commediografa italiana
- Jole Ruzzini, pallavolista italiana
- Jole Santelli, politica italiana
- Jole Silvani, attrice italiana
- Jole Veneziani, stilista italiana
- Jole Voleri, attrice italiana
- Jole Zanetti, scrittrice italiana

### Variante Yole
- Yole Marinelli, attrice italiana

## Il nome nelle arti
- Iole è un personaggio del film del 1915 Iole the Christian, diretto da Burton L. King.
- Jole è il personaggio protagonista della Trilogia della patria, opera letteraria di Matteo Righetto.